# Dunaszentgyörgy
Dunaszentgyörgy ist eine ungarische Gemeinde im Kreis Paks im Komitat Tolna.

## Geographische Lage
Dunaszentgyörgy liegt 108 Kilometer südlich von Budapest, 22 Kilometer nordöstlich des Komitatssitzes Szekszárd, 11 Kilometer südwestlich der Kreisstadt Paks und 5 Kilometer vom rechten Donauufer entfernt. Nachbargemeinden sind Gerjen, Fadd und Tengelic.

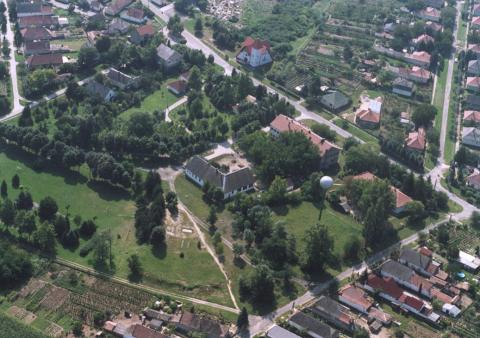
Luftbild von Dunaszentgyörgy

## Geschichte
Im Jahr 1913 gab es in der damaligen Großgemeinde 624 Häuser und 2907 Einwohner auf einer Fläche von 5958 Katastraljochen. Sie gehörte zu dieser Zeit zum Bezirk Dunaföldvár im Komitat Tolna.

## Gemeindepartnerschaften
- Ghelința, Rumänien, seit 1989
- Nieste (Deutschland), seit 2006
- Tornjoš (Торњош), Serbien, seit 1999

## Sehenswürdigkeiten
- Reformierte Kirche, erbaut 1781–1783
- Römisch-katholische Kirche Szent György vértanú, erbaut 1996
- Weltkriegsdenkmal für die Opfer der beiden Weltkriege

## Wirtschaft und Verkehr
Fünf Kilometer nördlich der Ortschaft befindet sich das Kernkraftwerk Paks, das einzige Kernkraftwerk des Landes.
Am Westrand der Ortschaft führt die Hauptstraße Nr. 6 vorbei. Dunaszentgyörgy ist über die Autobahn M6 (Ausfahrt Tengelic) erreichbar, zum nächstgelegenen Bahnhof in Tolna-Mözs sind es gut 16 Kilometer.